# Nemesis (jeu vidéo, 1990)
Nemesis (ネメシス) est un jeu vidéo de type shoot them up développé et édité par Konami en 1990 sur Game Boy.
Il est considéré comme un épisode dérivé de la série Gradius, de par son titre au Japon qui n'est pas Gradius mais bien Nemesis tout comme dans le reste du monde. Ce dernier étant le titre parfois utilisé en Europe pour quelques opus de la série Gradius.
Une suite sort en 1991 sur la même plate-forme, Nemesis II: The Return of the Hero.

## Système de jeu
Comme ses prédécesseurs, Nemesis est un shoot them up à défilement horizontal. Le joueur doit traverser cinq niveaux de jeu qui se termine par un boss.